# 唐村水库
唐村水库，也称五龙湖，位于中国山东省平邑县西部，祊河上游，是一座以防洪、灌溉为主，兼具旅游、发电、养殖等综合效益的大（2）型水库。水库建于1958～1959年，控制流域面积163平方公里，总库容1.44亿立方米，兴利库容0.944亿立方米。大坝长1038米，坝顶宽8米，最大坝高24.4米。设计洪水位188.33米，汛期限制水位184.6米，正常蓄水位187.5米，死水位173米。1961年始建唐村水库的配套自流灌溉工程，设计灌溉面积1.12万公顷，有效灌溉面积6611.67公顷。1981年建成了唐村水库电站，总装机容量1655千瓦。水库两岸景色秀丽，2005年被评为山东省水利风景区。